# AL-76
AL-76 (Robot AL-76 Goes Astray, tradotto anche come Il robot scomparso, nome di un altro racconto di Asimov) è un racconto fantascientifico scritto da Isaac Asimov. Pubblicato per la prima volta nel febbraio del 1942, fa parte dell'antologia Il secondo libro dei robot ed è attualmente presente anche in altre raccolte di racconti di Asimov.
Come Asimov scrive nell'introduzione, in questo racconto viene fortemente sottolineato il complesso di Frankenstein per cui gli umani si ostinano a considerare pericolosi i robot. Nonostante questo il racconto può perfino essere considerato umoristico.

## Trama
AL-76 (o semplicemente Al, come verrà ribattezzato successivamente) è un robot costruito per lavori minerari sulla Luna; per un errore, tuttavia, non viene consegnato alla colonia lunare, ma si ritrova liberato sulla Terra, nei pressi di una cittadina rurale della contea di Hannaford, in Virginia. In stato confusionale, il robot non comprende l'ambiente in cui si trova, dato che non corrisponde a quello per cui era stato precedentemente programmato.
Così, dopo aver spaventato alcuni abitanti per la sua sola presenza, si ferma nel capanno di Randolph Payne, un anziano signore che coltiva all'interno di questa baracca l'hobby per la riparazione di oggetti elettronici. Vedendolo arrivare, Randolph a tutta prima si spaventa, ma dopo essersi ricordato che i robot sono innocui per gli esseri umani, e soprattutto che valgono un sacco di soldi, decide di chiamare la US Robots and Mechanical Men Corporation che sicuramente gli darà una lauta ricompensa per averlo ritrovato. Rispettando le sue direttive però, Al comincia a costruire un macchinario minerario, il “Disinto”, che gli permetterà di svolgere il suo lavoro.
Così, mentre tutto ciò accade, in città si viene a sapere che il robot scomparso si trova alla capanna di Randolph, e anche Sam Tobe (Il Direttore Generale della U. S. Robots), ricevuta la telefonata, si avvia con tutta fretta a recuperare l'automa. Ma le cose prendono una piega inaspettata: mentre lo sceriffo e gli altri abitanti della contea cercano di uccidere Al, il robot fa partire un raggio verde luminoso dall'apparecchiatura che aveva appena costruito che disintegra un gran numero di alberi, due fienili e la parte superiore del monte Duckbill. D'innanzi a quella luce accecante, le persone accorse all'adunata scappano impaurite, e anche lo stesso Randolph, che se ne stava beato a guardare cosa aveva appena costruito il robot, senza neanche sapere come, si era ritrovato arrampicato su di un ramo di un albero.
Ritenendolo pericoloso, e considerando i guai legali che potevano capitargli se qualcuno scoprisse che quel raggio distruttore era fuoriuscito da oggetti posseduti da lui, ordina ad Al di distruggere l'immonda creazione e di dimenticarsi come l'aveva costruito, sperando così che nessuno possa mai risalire a lui. A quel punto sopraggiunge Sam Tobe e, scoprendo quello che è successo, si rammarica della perdita fatta, dato che Al aveva appena costruito un Disinto che funzionava semplicemente grazie a due batterie da pila, sicuramente più piccole degli enormi generatori che servivano a far avviare un normale Disinto.
Dopo aver vissuto esperienze che normalmente un robot lunare non avrebbe mai fatto, AL-76 era riuscito a costruire un Disinto migliore grazie proprio a queste esperienze, così varie e infinite, che soltanto la Terra poteva regalargli. In questo processo però c'entra anche il caso perché c'era soltanto una possibilità su un miliardo che le esperienze registrate fornissero all'automa il giusto input per migliorare l'attrezzo.